# Матриця (фільм)
«Ма́триця» (англ. The Matrix) — американсько-австралійський науково-фантастичний фільм, який зняли в 1999 році сестри Вачовскі (тоді ще брати Вачовскі).
Фільм зображує майбутнє, у якому люди силоміць під'єднані повсталими машинами до Матриці — інтерактивної комп'ютерної програми, що симулює дійсність. У такий спосіб машини одержують із людей енергію, потрібну їм для продовження існування. Гакер Нео мусить дізнатися, яким є справжній світ, і стати визволителем людства.
Фільм «Матриця» поєднав у собі революційні способи фільмування та глибоку філософію, завдяки чому здобув культовий статус і спричинив значний суспільний резонанс.
Станом на 1 березня 2024 року фільм займає 16-ту позицію у списку 250 найкращих фільмів за версією IMDb.

## Сюжет

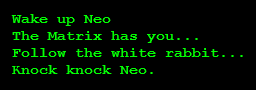
Повідомлення на комп'ютері Нео, що спонукає його до подальших пригод

Уночі якихось людей переслідують урядові агенти й поліція. Утікачка забігає до телефонної будки та зникає. Удень програміст Томас Андерсон працює у великій компанії, уночі ж він веде життя гакера на прізвисько Нео. Він довідується про впливового гакера Морфея та несподівано отримує загадкові повідомлення на комп'ютер. Хтось радить йому слідкувати за білим кроликом, і згодом Томас бачить дівчину з татуюванням кроля. Він вирушає з нею та друзями до нічного клубу, де дівчина представляється як Триніті, інша відома гакерка. Триніті попереджає — за Нео слідкують. Наступного дня з Нео зв'язується Морфей, радячи тікати. До офісу приходить поліція, завдяки вказівкам Морфея Нео вдається втекти, та, втративши телефон, він потрапляє до рук поліції. Його допитує агент Сміт, пропонуючи допомогти спіймати Морфея в обмін на уникнення покарання за гакерство. Коли Нео вимагає адвоката, рот йому заростає, а Сміт запускає в його тіло механічну комаху. Усе це виявляється сном, однак Томасові знову телефонує Морфей із пропозицією зустрітися.

Нео зустрічає гакерів, серед яких Триніті, які видаляють із його тіла комаху. Томас переконується, що це був не сон. Триніті приводить його до Морфея, котрий пропонує дві капсули. Ковтнувши синю, Нео все забуде та прокинеться, живучи звичайним життям. Червона ж дасть змогу побачити справжній світ, схований за так званою Матрицею. Нео вибирає червону. Гакери повідомляють — світ навколо несправжній, навіть тіло Нео нереальне. Запустивши пошукову програму, вони пробуджують Нео в капсулі, обплутаного кабелями. Навколо в таких самих капсулах перебувають тисячі інших людей. Прибулий робот від'єднує Нео та скидає до каналізації, де його ловить летюче судно Морфея «Навуходоносор».

Нео в перестрілці з захисниками Матриці

Люди на борту живуть у скрутних умовах, Морфей каже, що насправді зараз не 1999, а 2199 рік. Він запрошує Нео до симуляції, де пояснює, у чому річ. Реальний світ було спустошено на початку XXI століття у війні зі штучними інтелектами. Люди в тій війні програли, машини тепер вирощують їх штучно, щоб отримувати з їхніх тіл енергію. Матриця підтримує їхнє життя, створюючи ілюзію мирного світу. Нео спершу не вірить, та Морфей поволі переконує, що це правда. Він згадує чоловіка, який колись зрозумів, що світ нереальний і зміг змінювати Матрицю. Він звільнився з неї та взяв декількох інших людей, котрі поселилися в підземному місті Сіон. Згідно із пророцтвом, він повернеться, щоб знищити всю Матрицю. Морфей уважає, що саме Нео мусить визволити людство й покласти край пануванню машин.
Морфей навчає Нео в симуляціях боротися з машинами й людьми, але застерігає: якщо людина помирає в Матриці, то гине й насправді. Єдиний вихід з уявного світу до реального — телефон, отож Нео мусить в разі небезпеки чимдуж шукати слухавку. Набувши досить досвіду, Нео з Триніті вирушає до пророчиці Піфії в Матрицю перевірити, чи дійсно він обраний рятівник людства. Тим часом на борту «Навуходоносора» виявляється зрадник Сайфер. Він таємно виходить у Матрицю та зустрічається з її службовими програмами, агентами Смітами. Сайфер пропонує допомогти добути коди доступу до Сіона, а в обмін хоче отримати нове життя в Матриці як багата знаменитість.
Увійшовши в Матрицю, Нео зовсім інакше дивиться на неї, розуміючи, що весь ілюзорний світ побудований задля контролю людей. Йому, Морфеєві та Триніті вдається знайти Піфію. Пророчиця показує інших потенційних обраних, які вміють змінювати Матрицю, творячи такі явища як телекінез. Хлопчик навчає Нео, що Матриці реально не існує, вона — лише електричні сигнали, які надходять до мозку. Тому людина може за своїм бажанням будь-як змінити її. Піфія стверджує, що Нео не обраний, але віщує: йому доведеться зробити вибір, кому жити далі — Нео чи Морфею. Коли він із Триніті йде до виходу з ілюзії, то відчуває дежавю. Це ознака втручання машин і скоро розпочинається погоня Смітів. Сайфер тим часом стріляє в Тенка, оператора, який слідкує за Матрицею, але сам гине в бою. Як наслідок Морфей не встигає вийти з ілюзії, його захоплюють Сміти.
Допитуючи Морфея, Сміт називає людей помилкою природи, яка знищує своє середовище життя. Тому світ має належати машинам, що приносять лад, а люди — служити їм. Тенк пропонує вбити Морфея, не давши машинам його зламати. Та Нео вирішує піти в Матрицю та врятувати командира навіть ціною свого життя. Озброївшись, він у компанії Триніті нападає на будівлю, де втримують Морфея. Згадавши, що Матриця нереальна, Нео може ухилятися від куль, завдяки чому тимчасово долає ворожі програми. Поборовши численних Смітів і вірних Матриці людей, він із Триніті визволяє Морфея. Коли вони виходять із Матриці, Сміт стріляє в слухавку, відрізаючи шлях у реальність. Агент нападає на Нео, та той замість втечі вступає у двобій. Хоча гакер майстерно бореться, програма застрелює його. Поцілунок Триніті в реальності повертає Нео до життя в Матриці. Він воскресає з повним усвідомленням нереальности Матриці. Нео зупиняє кулі, після чого знищує Сміта, стерши його програмний код силою думки. Морфей розуміє — Нео дійсно обраний.
За якийсь час він знову входить у Матрицю та обіцяє показати всім людям, досі ув'язненим там, ілюзорність їхнього світу. Силою волі Обраний злітає над містом.

## У ролях
- Кіану Рівз — Нео
- Лоуренс Фішборн — Морфей
- Керрі-Енн Мосс — Триніті
- Г'юґо Вівінг — Агент Сміт
- Глорія Фостер — Піфія
- Джо Пантоліано — Сайфер
- Маркус Чонґ — Тенк
- Пол Годдард — Агент Бравн
- Роберт Тэйлор — Агент Джонс
- Джулієн Араханга — Епок
- Метт Доран — Мавс
- Белінда МакКлорі — Свіч
- Ентоні Рей Паркер — Дозер

## Український дубляж

### Дубляж студії «Tretyakoff Production / Cinema Sound Production» на замовлення НЛО TV
Фільм дубльовано українською мовою студією «Tretyakoff Production / Cinema Sound Production» на замовлення телеканалу «НЛО TV» у 2020 році.

### Дубляж студії «Так Треба Продакшн» на замовлення sweet.tv
Фільм дубльовано українською мовою студією «Так Треба Продакшн» на замовлення національного онлайн-кінотеатру «sweet.tv» у 2020 році.
- Режисер дубляжу — Галина Железняк.
- Звукорежисери запису — Андрій Єршов, Ярослав Зелінський.
- Звукорежисер постпродакшну — Сергій Ваніфатьєв.

Ролі дублювали: Андрій Федінчик, Олег Стальчук, Дмитро Гаврилов, Дмитро Терещук, Володимир Терещук, Юлія Перенчук, Ігор Журбенко, Сергій Гутько, Олександр Шевчук, Павло Лі, Кирило Татарченко, Ганна Соболєва, Наталя Задніпровська, Наталя Надірадзе, Олена Бліннікова, Софія Желізняк, Таїсія Кривов'яз.

## Історія створення

### Підстави створення

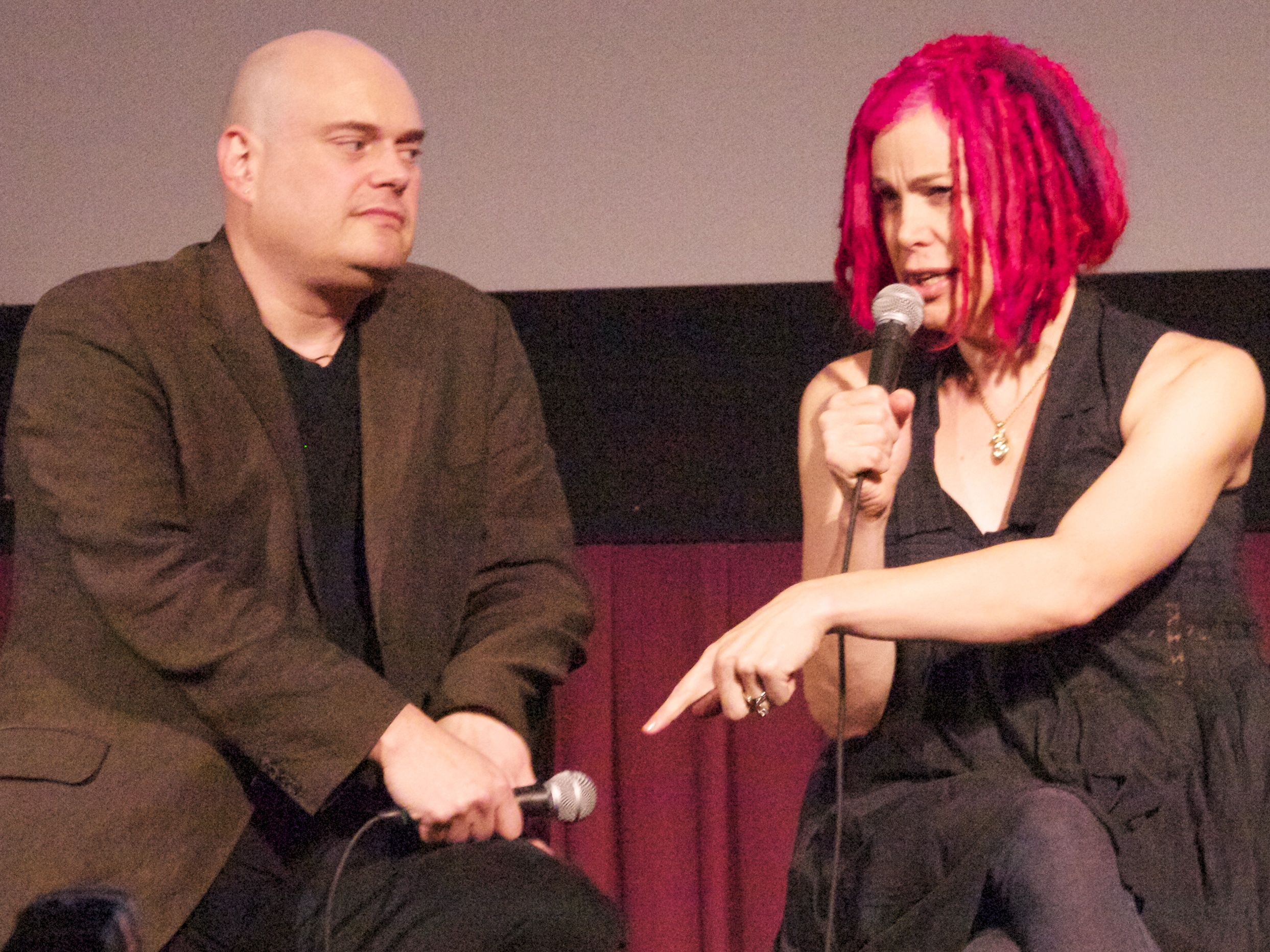
Ендрю і Лана (колишній Лоренс) Вачовскі, творці фільму

На другу половину 1990-х припала популярність фільмів, присвячених темі ілюзорності реальности: «Шоу Трумена», «Темне місто», «Розплющ очі», «Екзистенція», «Тринадцятий поверх». Брати Лоренс і Ендрю Вачовскі змалку захоплювалися вигадуванням власних історій, заснованих на побачених фільмах чи зіграних настільних рольових іграх. Одного разу в них виникла думка: а що коли реальний світ — це чиясь вигадка? У середині 1990-х брати вже були авторами кількох сценаріїв, зокрема кримінального бойовика «Наймані вбивці» (1994), який сподобався продюсеру студії Warner Bros Лоренцо ді Бонавентуре. Вачовскі поділилися з ним ідеєю створити фантастичний фільм про викриття несправжності світу. Бонавентуре і його колега Джоел Сілвер зацікавилися проєктом, уклавши угоду про співпрацю в трьох фільмах. При зніманні «Найманих убивць» брати побачили, наскільки їхній сценарій довелося відкоригувати, і вирішили самі стати режисерами, щоб утілити свій задум. Бонавентуре з Сілвером доручили їм зрежисерувати нуарний «Зв'язок» (1996) і були задоволені результатом. Опісля вони погодилися дати Вачовскі режисерське крісло.

### Сценарій
Автори сценарію черпали натхнення з багатьох джерел. Робота над ним почалася в 1992 році, тоді він задумувався як сценарій для серії коміксів. «Навіть важко сказати, з чого виросла концепція Матриці… Нам з Енді подобаються японські комікси, фільми про кунг-фу, детективи в нуар-стилі, історії про всілякі надприродні речі — дуже багато всього. Я думаю, у нас вийшов якийсь сплав, який набув зовсім нових якостей» — згадували пізніше Вачовскі.
Початковий сценарій «Матриці» був незрозумілий для багатьох читачів, братам довелося вдаватися до аналогій. Щоби пояснити свій задум Джоелу Сілверові, Вачовскі показали йому кіберпанкове аніме «Привид в обладунках». Крім цього, брати радили всім, хто збирався читати сценарій, ознайомитися з такими філософськими книгами, як «Симулякри і симуляція» Жана Бодрійяра і «Поза контролем: нова біологія машин» Кевіна Келлі.

### Актори
Сценарій не описував чіткого вигляду Нео: «молодик, який знає про життя всередині комп'ютера більше, ніж про життя за його межами». Тому на роль Нео розглядалися численні кандидатури: Том Круз, Вілл Сміт, Вел Кілмер, Бред Пітт, Юен Мак-Грегор, Джонні Депп, Кіану Рівз або Леонардо Ді Капріо. Вілл Сміт тривалий час розглядався як найімовірніший виконавець ролі Нео, проте відмовився на користь фільму «Дикий, дикий Вест». Хоча він став провалом, Сміт пізніше вважав, що не впорався б з роллю Нео так, як це зробив Кіану Рівз. Саме Рівза було врешті затверджено, оскільки він уже грав у кіберпанковому фільмі «Джонні-Мнемонік» і дуже зацікавився «Матрицею». На роль Морфея розглядали Гері Олдмена, а роль агента Сміта запропонували Жану Рено.
Вачовскі мріяли найняти для постановки трюків хореографа Юйєня Воо-Піна, котрий працював з Джекі Чаном. Той висунув умови: величезний гонорар, повний контроль над зйомкою бойових сцен і стільки часу на тренування акторів, скільки знадобиться, щоб вони набули потрібної форми. Вачовскі погодилися на всі. У результаті підготовчий курс для акторів розтягнувся на чотири місяці. На тренуванні в Кіану Рівза сталося зміщення шийних хребців, і йому була потрібна термінова операція. Він пропустив перші два місяці тренувань і до початку знімання не одужав цілком. Тому першими знімалися сцени, які не вимагали великого фізичного напруження. У перший же день знімання у Г'юґо Вівінга на нозі було виявлено поліп, який довелося видаляти хірургічно. Постало питання про заміну актора, але Вачовскі перенесли знімання його сцен на пізнішій час. Керрі Енн-Мосс вивихнула кісточку, але вирішила нікому про це не розповідати на час зйомок. Крім того, у сутичці Нео зі Смітом у метро два каскадери травмувались.

### Знімання

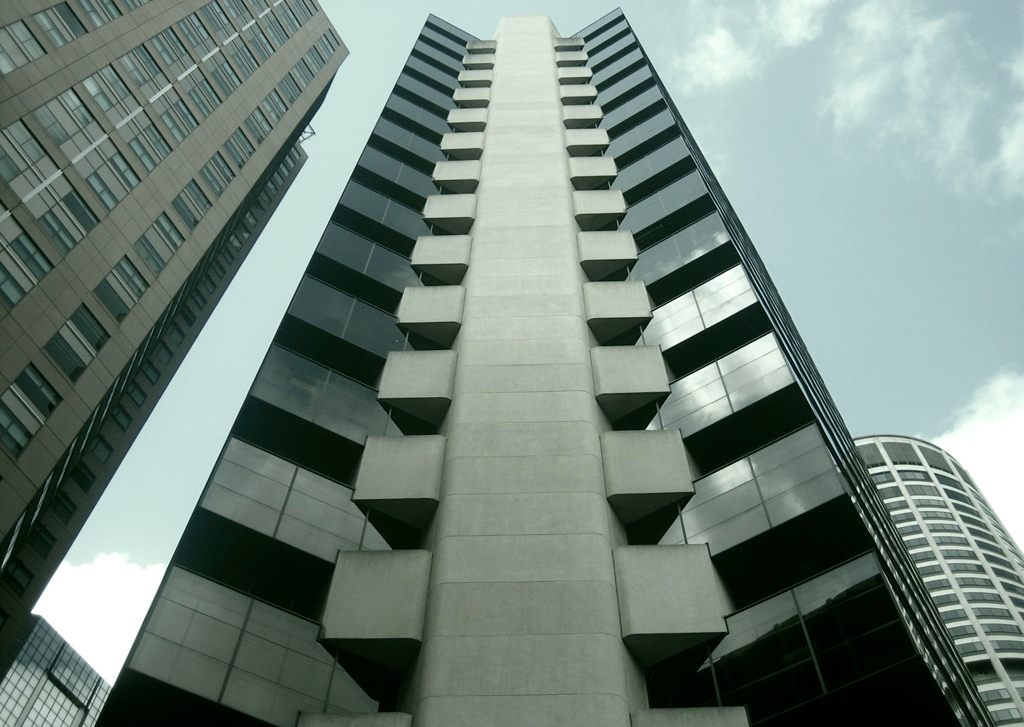
Будівля MetCentre в Сіднеї, місце знімання офісів на початку фільму

Брати Вачовскі вимагали 80 млн. доларів бюджету, студія не наважувалася ризикувати такими грошима. Вачовскі, зі свого боку, не хотіли жертвувати видовищем. Джоел Сілвер зрештою знайшов вихід з положення — фільм вирішили знімати в Австралії, де оренда знімального майданчика була значно дешевшою, ніж у США. Підсумковий бюджет склав 63 млн доларів.
«Матриця» стала першим фільмом, знятим на щойно збудованій студії «Fox Studios» у Сіднеї. Основна частина сцен була відзнята в 1998, за винятком найбільш вимогливих до акторів і обладнання. Деякі декорації доводилося руйнувати і відновлювати по 20 разів. Спеціально для знімання влада Сіднея після пів року переговорів дозволила задіяти приватний гелікоптер, що загалом заборонено австралійським законодавством у межах міста.
На зніманні виявилися декорації з іншого фільму зі схожим сюжетом — «Темне місто». За словами Вачовскі, ця стрічка ніяк не вплинула на «Матрицю», адже вийшла тоді, коли їхній фільм саме був у розпалі зйомок.

### Візуальні ефекти
Фільм вимагав складних спецефектів, найвідомішим із яких став bullet-time — обліт камерою нерухомого об'єкта, що «розтягує» час. Спочатку майстер зі спецефектів Джон Гаета хотів обійтися манекенами, тросами і камерою на рейках. Однак за високої швидкості візок ламався, а манекени розбивалися. Творці влаштували мозковий штурм, висуваючи найфантастичніші ідеї, як-от прикріпити до мініатюрної кінокамери ракетний прискорювач. У підсумку був зроблений вибір використовувати для bullet-time нерухомі камери у великій кількості, що знімають сцену з багатьох ракурсів.
Спершу місце дії знімалося на звичайні камери. Отримана анімація сканувалась і редагувалася на комп'ютері й опісля використовувалася як фон. 120 спеціальних фотокамер, які розставлялися навколо знімального майданчика, робили по одному знімку актора, що висів на тросах на тлі зеленого екрана. Однорідний зелений колір давав вирізати зображення акторів і накласти їх на відзнятий раніше фон. З фотографій, знятих підряд, формувалася послідовність кадрів, а спеціальна програма заповнювала проміжки між ними, надаючи плавні переходи. У результаті створювалася ілюзія, ніби камера летить навколо «застиглого» об'єкта.

## Критика

### Суспільний резонанс
На початку 1999-го всі критики очікували, що головною кіноподією року стануть «Зоряні війни: епізод I», а «Матриця» лишиться в тіні цього фільму. Проте «Матриця» стала сенсацією і задала новий еталон видовищности й постановки екшен-сцен. Успіх у прокаті «Матриці», як уважають критики, мав багато підстав. Вачовскі написали сценарій за найкращими канонами жанру кіберпанку. Фільм постійно створював інтригу, тримаючи глядача в напруженні. Його фінал залишав простір для продовжень, але робив «Матрицю» цілком самодостатнім твором. Візуальна досконалість і екшен-сцени створювали досі небачене видовище. Крім того, «Матриця» вийшла в час, коли персональний комп'ютер вже увійшов до вжитку західної людини, але все ще сприймався як дещо нове. Свій внесок зробили ЗМІ, регулярно нагадуючи про «Проблему-2000» і прийдешнє підпорядкування всього життя комп'ютерам. Таким чином, потенційні глядачі відчували інтерес і тривогу щодо комп'ютерів. Також популярність «Матриці» визначила її глобальність. У кінокартинах «Розплющ очі», «Екзистенція», «Шоу Трумена» штучна реальність була створена, щоб обдурити одну людину або групу людей. У всесвіті «Матриці» все людство живе у віртуальній реальності, що спонукає глядача замислитися, чи не живе у симуляції він сам. Фільм містив архетипові образи спасителя, мудрого наставника, чим підсилював враження від перегляду.
Успіх «Матриці» спричинив хвилю скандалів, де різні люди від режисерів до пересічних осіб стверджували, що Вачовскі вкрали їхні ідеї. Критики і звичайні глядачі знаходили елементи фільму в інших творах: реальність, підмінену віртуальністю — в оповіданнях Станіслава Лема або коміксі Гранта Моррісона «Невидимки»; пігулка, яка допомагає вирватися зі світу ілюзій — у фільмі «Згадати все»; програми, що володіють особистістю — у «Троні». Сам термін «Матриця» в значенні кіберпростору раніше з'являвся в романі «Нейромант» Вільяма Гібсона.
Шведський філософ Нік Бострем, надихнувшися «Матрицею», в 2003 році написав наукову роботу. У ній він прийшов до оптимістичного висновку, що імовірність нашого життя у віртуальному світі складає 20 %.

### Номінації та нагороди
| Рік  | Нагорода                        | Категорія                               | Номінант                                                  | Результат | Виноски       |
| ---- | ------------------------------- | --------------------------------------- | --------------------------------------------------------- | --------- | ------------- |
| 1999 | Awards Circuit Community Awards | Найкращий оригінальний сценарій         | Вачовскі                                                  | Номінація | [ 15 ]        |
| 1999 | Awards Circuit Community Awards | Найкращий робота художника-постановника | Овен Патерсон                                             | Номінація | [ 15 ]        |
| 1999 | Awards Circuit Community Awards | Найкраща операторська робота            | Білл Поуп                                                 | Номінація | [ 15 ]        |
| 1999 | Awards Circuit Community Awards | Найкращий дизайн костюмів               | Кім Баррет                                                | Номінація | [ 15 ]        |
| 1999 | Awards Circuit Community Awards | Найкращий монтаж                        | Зак Стенберг                                              | Перемога  | [ 15 ]        |
| 1999 | Awards Circuit Community Awards | Найкращий звук                          | «Матриця»                                                 | Перемога  | [ 15 ]        |
| 1999 | Awards Circuit Community Awards | Найкращі візуальні ефекти               | «Матриця»                                                 | Перемога  | [ 15 ]        |
| 2000 | «Оскар»                         | Найкращий монтаж                        | Зак Стенберг                                              | Перемога  | [ 16 ]        |
| 2000 | «Оскар»                         | Найкращі візуальні ефекти               | Джон Гаета                                                | Перемога  | [ 16 ]        |
| 2000 | «Оскар»                         | Найкращий звук                          | Джон Т. Рейтц, Грегг Рудлофф, Девід Е. Кемпбелл, Девід Лі | Перемога  | [ 16 ]        |
| 2000 | «Оскар»                         | Найкращий звуковий монтаж               | Дейн А. Девіс                                             | Перемога  | [ 16 ]        |
| 2000 | «Бафта»                         | Найкращий монтаж                        | Зак Стенберг                                              | Номінація | [ 17 ]        |
| 2000 | «Бафта»                         | Найкращі візуальні ефекти               | Джон Гаета                                                | Перемога  | [ 17 ]        |
| 2000 | «Бафта»                         | Найкращий робота художника-постановника | Овен Патерсон                                             | Номінація | [ 17 ]        |
| 2000 | «Бафта»                         | Найкраща операторська робота            | Білл Поуп                                                 | Номінація | [ 17 ]        |
| 2000 | «Бафта»                         | Найкращий звук                          | Джон Т. Рейтц, Грегг Рудлофф, Девід Е. Кемпбелл, Девід Лі | Перемога  | [ 17 ]        |
| 2000 | MTV Movie Awards                | Найкращий фільм                         | «Матриця»                                                 | Перемога  | [ 18 ]        |
| 2000 | MTV Movie Awards                | Найкращий актор першого плану           | Кіану Рівз                                                | Перемога  | [ 18 ]        |
| 2000 | MTV Movie Awards                | Найкращий жіночий прорив року           | Керрі-Енн Мосс                                            | Номінація | [ 18 ]        |
| 2000 | MTV Movie Awards                | Найкращий екранний дует                 | Кіану Рівз та Лоуренс Фішборн                             | Номінація | [ 18 ]        |
| 2000 | MTV Movie Awards                | Найкраща бійка                          | Кіану Рівз та Лоуренс Фішборн                             | Перемога  | [ 18 ]        |
| 2000 | MTV Movie Awards                | Найкраща екшн-сцена                     | «Матриця»                                                 | Номінація | [ 18 ]        |
| 2000 | «Сатурн»                        | Найкращий науково-фантастичний фільм    | «Матриця»                                                 | Перемога  |               |
| 2000 | «Сатурн»                        | Найкращий режисер                       | Вачовскі                                                  | Перемога  |               |
| 2000 | «Сатурн»                        | Найкращий актор першого плану           | Кіану Рівз                                                | Номінація |               |
| 2000 | «Сатурн»                        | Найкраща акторка першого плану          | Керрі-Енн Мосс                                            | Номінація |               |
| 2000 | «Сатурн»                        | Найкращий актор другого плану           | Лоуренс Фішборн                                           | Номінація |               |
| 2000 | «Сатурн»                        | Найкращий дизайн костюмів               |                                                           | Номінація |               |
| 2000 | «Сатурн»                        | Найкращі візуальні ефекти               |                                                           | Номінація |               |
| 2000 | «Фанташпорту»                   | Найкращий фільм                         | Девід Фінчер                                              | Перемога  | [ 19 ]        |
| 2000 | Hochi Film Awards               | Найкращий іноземний фільм               | Девід Фінчер                                              | Перемога  | [ 20 ]        |
| 2000 | NAACP Image Awards              | Видатний актор першого плану            | Морган Фрімен                                             | Номінація | [ 21 ] [ 22 ] |
| 2000 | «Імперія»                       | Найкращий дебют                         | Керрі-Енн Мосс                                            | Перемога  | [ 23 ]        |
| 2000 | «Імперія»                       | Найкращий фільм                         | «Матриця»                                                 | Перемога  | [ 23 ]        |

Фільм також потрапив до списків Американського інституту кіномистецтва:
- 100 найгостросюжетніших американських фільмів за 100 років — 66 рядок[24].
- 10 найкращих американських фільмів у 10 класичних жанрах — номінант[25].
- 100 найкращих героїв та лиходіїв за 100 років — Нео — номінант[26].